# Lista zabytków w prowincji Jujuy
Poniższa lista prezentuje zabytki Argentyny w prowincji Jujuy.
| Nazwa                                                        | Typ                        | Miejscowość           | Departament            | Współrzędne                                     | Zdjęcie |
| ------------------------------------------------------------ | -------------------------- | --------------------- | ---------------------- | ----------------------------------------------- | ------- |
| Obszar miejscowości Humahuaca                                | miejsce historyczne        | Humahuaca             | Humahuaca              | 23°12′14,0″S 65°20′58,8″W/-23,203892 -65,349675 |         |
| Bandera obsequiada por el Gral. Belgrano al Cabildo de Jujuy | dobro historyczne          | San Salvador de Jujuy | Doctor Manuel Belgrano | 24°11′06,3″S 65°17′59,2″W/-24,185078 -65,299778 |         |
| Cabildo de San Salvador de Jujuy                             | zabytek historii narodowej | San Salvador de Jujuy | Doctor Manuel Belgrano | 24°11′06,3″S 65°17′59,2″W/-24,185078 -65,299778 |         |
| Capilla de Casabindo                                         | zabytek historii narodowej | Casabindo             | Cochinoca              | 22°59′11,8″S 66°01′58,6″W/-22,986606 -66,032942 |         |
| Capilla de Huacalera                                         | zabytek historii narodowej | Huacalera             | Tilcara                | 23°26′19,7″S 65°21′03,7″W/-23,438794 -65,351019 |         |
| Capilla de Humahuaca                                         | zabytek historii narodowej | Humahuaca             | Humahuaca              | 23°12′14,5″S 65°20′56,2″W/-23,204019 -65,348944 |         |
| Capilla de Purmamarca                                        | zabytek historii narodowej | Purmamarca            | Tumbaya                | 23°44′49,8″S 65°29′57,4″W/-23,747178 -65,499281 |         |
| Capilla de Santa Bárbara                                     | zabytek historii narodowej | San Salvador de Jujuy | Doctor Manuel Belgrano | 24°11′11,3″S 65°18′24,7″W/-24,186478 -65,306856 |         |
| Capilla de Tilcara                                           | zabytek historii narodowej | Tilcara               | Tilcara                | 23°34′37,4″S 65°23′29,9″W/-23,577067 -65,391639 |         |
| Capilla de Tumbaya                                           | zabytek historii narodowej | Tumbaya               | Tumbaya                | 23°51′27,2″S 65°28′04,8″W/-23,857561 -65,467997 |         |
| Capilla de Uquía                                             | zabytek historii narodowej | Uquía                 | Humahuaca              | 23°18′12,0″S 65°21′22,5″W/-23,303344 -65,356239 |         |
| Capilla de Yavi                                              | zabytek historii narodowej | Yavi                  | Yavi                   | 22°07′52,6″S 65°27′47,3″W/-22,131289 -65,463144 |         |
| Palacio de Gobierno de Jujuy                                 | zabytek historii narodowej | San Salvador de Jujuy | Doctor Manuel Belgrano | 24°11′11,9″S 65°17′58,0″W/-24,186631 -65,299456 |         |
| Dom w którym zmarł Gen. Lavalle                              | zabytek historii narodowej | San Salvador de Jujuy | Doctor Manuel Belgrano | 24°11′09,2″S 65°18′11,1″W/-24,185892 -65,303089 |         |
| Casa solariega del Marqués de Yavi                           | zabytek historii narodowej | Yavi                  | Yavi                   | 22°07′51,7″S 65°27′49,0″W/-22,131036 -65,463614 |         |
| Catedral de San Salvador de Jujuy                            | zabytek historii narodowej | San Salvador de Jujuy | Doctor Manuel Belgrano | 24°11′08,2″S 65°18′01,5″W/-24,185606 -65,300419 |         |
| Iglesia de Susques                                           | zabytek historii narodowej | Susques               | Susques                | 23°23′50,3″S 66°22′03,6″W/-23,397314 -66,367661 |         |
| Iglesia y Convento de San Francisco                          | zabytek historii narodowej | San Salvador de Jujuy | Doctor Manuel Belgrano | 24°11′06,5″S 65°18′09,3″W/-24,185144 -65,302589 |         |
| Posta de los Hornillos                                       | miejsce historyczne        | Maimará               | Tilcara                | 23°39′17,4″S 65°25′54,4″W/-23,654828 -65,431781 |         |
| Pueblo Casabindo                                             | miejsce historyczne        | Casabindo             | Cochinoca              | 22°59′07,9″S 66°01′53,0″W/-22,985519 -66,031397 |         |
| Pueblo Purmamarca                                            | miejsce historyczne        | Purmamarca            | Tumbaya                | 23°44′46,8″S 65°29′59,9″W/-23,746339 -65,499958 |         |
| Pueblo Yavi                                                  | miejsce historyczne        | Yavi                  | Yavi                   | 22°07′52,1″S 65°27′44,4″W/-22,131128 -65,462325 |         |
| Teatro Mitre                                                 | zabytek historii narodowej | San Salvador de Jujuy | Doctor Manuel Belgrano | 24°11′03,4″S 65°18′25,7″W/-24,184272 -65,307139 |         |
| Stanowisko archeologiczne Coctaca                            | zabytek historii narodowej |                       | Humahuaca              | 23°08′16,3″S 65°16′57,1″W/-23,137847 -65,282531 |         |
| Stanowisko archeologiczne La Huerta                          | zabytek historii narodowej | Huacalera             | Tilcara                | 23°28′30″S 65°18′30″W/-23,475000 -65,308333     |         |
| Stanowisko archeologiczne Los Amarillos                      | zabytek historii narodowej | Quebrada Yakoraite    |                        | 23°23′30″S 65°24′00″W/-23,391667 -65,400000     |         |
| Stanowisko archeologiczne Pucará de Tilcara                  | zabytek historii narodowej | Tilcara               | Tilcara                | 23°35′11,1″S 65°24′10,0″W/-23,586414 -65,402769 |         |